# Vârșești (okręg Ardżesz)
Vârșești – wieś w Rumunii, w okręgu Ardżesz, w gminie Vedea. W 2011 roku liczyła 160 mieszkańców.